# 佐用町立徳久小学校
佐用町立徳久小学校（さようちょうりつ とくさしょうがっこう）は、兵庫県佐用郡佐用町にあった町立小学校である。2014年3月、佐用町立中安小学校との統合により廃校となった。校舎は、南光小学校校舎として使用されている。

## 沿革

### 年表
- 1876年3月 - 有隣学校が創設される[2]
- 1887年4月 - 第四番学区有隣簡易小学校に改称[2]
- 1900年6月 - 徳久尋常小学校に改称[2]
- 1920年4月1日 - 高等科を設置し、徳久尋常高等小学校に改称[2]
- 1941年4月 - 国民学校令により、徳久国民学校へ改称
- 1947年4月 - 学制改革により国民学校廃止、徳久村立徳久小学校へ改称
- 1955年7月 - 町村合併により南光町立徳久小学校へ改称
- 2005年10月 - 町合併により佐用町立徳久小学校へ改称
- 2014年3月 - 佐用町立中安小学校と統合により廃校

## 教育目標
開かれた学校づくりを進め、夢と希望を持ち、たくましく生きぬく児童の育成

## 学校行事
| - 4月 入学式・始業式 - 5月 - 6月 | - 7月 終業式 - 8月 - 9月 始業式 | - 10月 - 11月 - 12月 終業式 | - 1月 始業式 - 2月 - 3月 卒業式・終業式 |

## クラブ活動・委員会活動

### クラブ活動
- 自然科学クラブ
- スポーツクラブ
- スイーツクラフトクラブ

### 委員会活動
- 図書委員会
- 報道委員会
- 環境委員会
- 健康・体育委員会

## その他活動
- 徳久オリンピック
  - 毎年５-６月に開催されていた

## 通学区域
- 佐用町の一部

## 進学先中学校
- 佐用町立上津中学校

## 校区内の主な施設
- 南光スポーツ公園
- JR西日本姫新線播磨徳久駅
- 佐用町役場南光支所

## 交通
- JR西日本姫新線播磨徳久駅より徒歩26分（2 km）